# Listă de regizori de film - R
|  | Liste alfabetice de regizori de film A - B - C - D - E - F - G - H - I - J - K - L - M - N - O - P - Q - R - S - T - U - V - W - X - Y - Z |

| - Michael Radford (* 1946) - Bob Rafelson (1933-2022) - Sam Raimi (* 1959) - Harold Ramis - Brett Ratner - Rand Ravich - Nicholas Ray (1911 - 1979) - Satyajit Ray (1921 - 1992) - Robert Redford (* 1936) - Ben Reding - Dominik Reding - Carol Reed (1906 - 1976) - Carl Reiner (1922-2020) - Rob Reiner (* 1947) - Harald Reinl (1908 - 1986) - Ivan Reitman - Karel Reisz (1926 - 2002) - Edgar Reitz (* 1932) - Alain Resnais (* 1922) | - Jean Renoir (1894 - 1979) - Eldar Riazanov - Tony Richardson (1928 - 1991) - Roland Suso Richter (* 1961) - Tom Ricketts - Leni Riefenstahl (1902 -2003) - Suman Rimal - Dino Risi (* 1916-2008) - Guy Ritchie (* 1968) - Michael Ritchie (1938-2001) - Martin Ritt - Jacques Rivette (1928-2016) - Alain Robbe-Grillet - Jerome Robbins - Jerry Robbins - Mark Robson - Glauber Rocha (1939 - 1981) - Josef Rödl (* 1947) - Robert Rodriguez (* 1968) | - Nicolas Roeg - Oskar Roehler (* 1959) - Eric Rohmer (1920-2010) - Jürgen Roland (1925-2007) - George A. Romero (1940-2017) - Stuart Rosenberg - Francesco Rosi (1922-2015) - Herbert Ross (1927 - 2001) - Roberto Rossellini (1906 - 1977) - Robert Rossen - Jean Rouch (1917 - 2004) - Patricia Rozema - Raoul Ruiz (* 1941) - Alan Rudolph (* 1943) - Ottokar Runze (1925-2018) - Ken Russell (* 1927) - Walter Ruttmann (1887 - 1941) - Zbigniew Rybczyński - Mark Rydell |

### Vedeți și
- Listă de actori - R
- Listă de actrițe - R